# Areometr akumulatorowy
Areometr akumulatorowy – areometr do pomiaru gęstości elektrolitu w akumulatorze samochodowym. Gęstość elektrolitu informuje o stopniu naładowania akumulatora. W czasie pomiaru istotne jest skontrolowanie temperatury elektrolitu (zarówno w czasie ładowania, jak i rozładowania akumulator się nagrzewa). Temperatura, jako czynnik wpływający na rozszerzalność cieczy, jest parametrem istotnie wpływającym na wartość pomiaru. Wraz ze wzrostem temperatury następuje rozszerzenie się i spadek gęstości roztworu.